# Moto Guzzi Stelvio
Die Moto Guzzi Stelvio ist ein Motorrad des italienischen Motorradherstellers Moto Guzzi, das von 2008 bis 2016 in Mandello del Lario produziert wurde. Die Reiseenduro wurde im November 2007 auf der Mailänder Zweiradmesse EICMA vorgestellt und ist nach dem Stilfser Joch (italienisch Passo dello Stelvio) benannt.

## Technische Daten

### Antrieb
Der Quattrovalvole (deutsch: „Vierventiler“) genannte Motor entstammt dem Schwestermodell Griso 8V, mit dem er 2007 eingeführt worden war. Laut dem Hersteller waren dabei im Vergleich zum 1200er Motor der ersten Serie der Norge 1200, der selbst aus dem 1100er Motor der Breva V 1100 und der Griso 1100 ohne größere Veränderung abgeleitet war, 80 % der 563 Einzelteile völlig neu konstruiert worden.
Für die Stelvio wurde der Griso-Motor mit geänderten Nockenwellen zugunsten eines besseren Drehmomentverlaufs noch einmal optimiert.
Der „Quattrovalvole“ ist ein luft-/ölgekühlter, längs eingebauter Zweizylinder-V-Motor. Der Viertaktmotor erzeugt aus 1151 cm³ Hubraum eine Nennleistung von 79,4 kW (108 PS) bei einer Drehzahl von 7500 min−1. Das maximale Drehmoment von 113 Nm liegt bei einer Drehzahl von 5.800 min−1 an. Die zwei Zylinder haben eine Bohrung von 95 mm Durchmesser, die Kolben einen Hub von 81,2 mm bei einem Verdichtungsverhältnis von 11:1. Der Zylinderwinkel des V-Motors beträgt 90°, wie bei allen V-Motoren von Moto Guzzi seit 1967. Jeder Zylinderkopf hat eine obenliegende kettengetriebene Nockenwelle, die zwei Ein- und zwei Auslassventile ansteuert.
Eine hydraulisch betätigte Einscheiben-Trockenkupplung trennt den Motor vom Sechsgang-Getriebe.
Die 2-in-1-Auspuffanlage besteht aus Edelstahl und hat einen Drei-Wege-Katalysator mit zwei Lambdasonden, die Schadstoffwerte unterschreiten die Grenzwerte der Abgasnorm Euro-3. Der Kraftstofftank fasst 32 Liter, davon sind 7 Liter Reserve. Der Hersteller empfiehlt die Verwendung von bleifreiem Motorenbenzin mit einer Klopffestigkeit von mindestens 95 Oktan.

### Fahrwerk
Das Fahrwerk besteht aus einem Stahlrohrrahmen mit tragendem Motor. Eine hydraulische Upside-Down-Gabel von Marzocchi mit 45 mm Standrohrdurchmesser und 170 mm Federweg lenkt das Vorderrad.
Das Hinterrad wird von einer Einarmschwinge mit progressiver Umlenkung geführt, die über ein Zentralfederbein von Sachs-Boge mit einem progressiv wirkenden Hebelsystem und 155 mm Federweg gedämpft wird. Die Kraftübertragung an das Hinterrad erfolgt über eine in die Einarmschwinge integrierte Kardanwelle mit zwei Gelenken und einer Momentabstützung. Diese Konstruktion wird von Moto Guzzi als CARC (italienisch Cardano Reattivo Compatto) bezeichnet und wurde 2005 mit der Breva V 1100 eingeführt. Das System ähnelt dem Paralever von BMW.

### Bremse
Die Verzögerung erfolgt am Vorderrad über eine Doppelscheibenbremse mit gelochten, halb schwimmend gelagerten Stahlscheiben und radial montierten Vierkolbenzangen. Am Hinterrad ist eine gelochte Scheibe mit 282 mm Durchmesser und eine Doppelkolbenzange montiert. Die Bremsleitungen sind stahlummantelt. Die Bremsanlage hat serienmäßig ein Antiblockiersystem und eine abschaltbare Antriebsschlupfregelung.

## Marktpositionierung
Konkurrenzmodelle mit vergleichbarer Charakteristik waren zum Zeitpunkt der Markteinführung:
| Hersteller | Name               | Motor | cm³  | kW | PS  | N·m | Endantrieb | kg ∗ | Einführung |
| ---------- | ------------------ | ----- | ---- | -- | --- | --- | ---------- | ---- | ---------- |
| BMW        | R 1200 GS          | B2    | 1170 | 77 | 105 | 115 | Kardan     | 229  | 2004       |
| Moto Guzzi | Stelvio            | V2    | 1151 | 77 | 105 | 113 | Kardan     | 271  | 2008       |
| Ducati     | Multistrada 1100   | V2    | 1079 | 70 | 95  | 103 | Kette      | 222  | 2007       |
| Triumph    | Tiger 1050         | R3    | 1050 | 84 | 115 | 100 | Kette      | 225  | 2007       |
| Honda      | XL 1000 V Varadero | V2    | 996  | 69 | 92  | 98  | Kette      | 238  | 2007       |

## Kritiken
„Insgesamt bietet die Stelvio ein eigenständiges Erscheinungsbild mit gehobenem Ausstattungsniveau, das hydraulische Kupplungsbetätigung, konifizierten Aluminiumlenker, Drahtspeichenräder, Endschalldämpfer aus Aluminium und einen serienmäßigen Motorschutz bietet.“

„Die Stelvio ist zwar ein rechter Brocken, vertuscht ihr Gewicht aber sowohl optisch als auch beim Fahren gekonnt. Sie ist vielseitig einsetzbar und taugt auch für kleinere Personen. Einmal an den Umgang mit dem Leistungsloch gewohnt, begeisterte die Guzzi fahrdynamisch und akustisch im Cruising- und im Sportbetrieb.“

„Ob sie es schafft, einige potenzielle GS-Kunden ins italienische Lager zu ziehen, wird auch nicht zuletzt davon abhängen, ob die Techniker die Durchzugsschwäche des Motors im unteren Drehzahlbereich in den Griff bekommen.“

„Die große Moto Guzzi ist etwas für Leute, die zwar auf luftgekühlte Zweizylinder stehen, aber keine deutsche Enduro fahren wollen – unter modernen Motorrädern bleibt da nur die Stelvio. Ihre Ausmaße sind ebenso respekteinflößend wie die des weiß-blauen Marktbegleiters, das Gewicht liegt sogar noch deutlich höher.“